# Almudena Amor
Almudena Parejo Amor (Madrid, 30 de marzo de 1994) es una actriz española, especialmente popular por su participación en las películas El buen patrón y La abuela, seleccionadas en el Festival de Cine de San Sebastián 2021.

## Biografía
Almudena Parejo Amor nació en 1994 en Madrid (España). Trabajó como modelo a los 19 años, gracias a lo cual viajó a ciudades como Milán o París, mientras estudiaba el grado en Publicidad y un máster en Diseño. Lo dejó todo en 2016 para formarse en interpretación, matriculándose en el Estudio Corazza y, posteriormente, en la escuela de Mar Navarro.

## Trayectoria profesional
Poco antes de la pandemia del COVID-19 rodó el cortometraje Millones de años, de Gonzaga Manso, en el que la vio su actual representante, Diana Ellerker, quien le propuso el casting para la película La abuela de Paco Plaza. Poco después, obtuvo el papel principal de la película, que se presentó en el Festival de Cine de San Sebastián para optar por la Concha de Oro y fue estrenada en salas de cine el 28 de enero de 2022. Poco después, fichó por la película de Fernando León de Aranoa El buen patrón, para interpretar a Liliana, compartiendo cartel con actores de la talla de Javier Bardem y Manolo Solo, la cual optó y se presentó también en el Festival de San Sebastián, tomando como fecha de estreno el 15 de octubre de 2021. Por su interpretación en la cinta de Aranoa, obtuvo una nominación como mejor actriz revelación en los Premios Goya y otra como mejor actriz de reparto en cine en los Premios Feroz. Además, ese mismo año rodó un episodio de la serie de terror Historias para no dormir, remake de serie creada por Chicho Ibáñez Serrador, emitida en Amazon Prime Video.
En 2023 protagonizó la serie original de Netflix El silencio, junto a Aron Piper, donde interpretó a Ana Dussuel, la encargada de investigar los motivos de unos asesinatos cometidos por un joven unos años atrás. Ese mismo año tuvo una colaboración especial en la película Hermana muerte, donde trabajó por segunda vez con Paco Plaza, que se estrenó en el Festival de Cine de Sitges.

## Filmografía

### Cine
| Año  | Título           | Personaje       | Director                |
| ---- | ---------------- | --------------- | ----------------------- |
| 2021 | El buen patrón   | Liliana         | Fernando León de Aranoa |
| 2022 | La abuela        | Susana          | Paco Plaza              |
| 2023 | Hermana muerte   | Hermana Socorro | Paco Plaza              |
| 2024 | La mujer dormida | Ana             | Laura Alvea             |

### Televisión
| Año  | Título                   | Rol         | Notas                         |
| ---- | ------------------------ | ----------- | ----------------------------- |
| 2020 | Tus monstruos            | Alien       | Elenco principal; 6 episodios |
| 2021 | Historias para no dormir | Extra       | 1 episodio                    |
| 2023 | El silencio              | Ana Dussuel | Protagonista; 6 episodios     |

## Premios y nominaciones
| Premio                      | Año  | Categoría                       | Trabajo nominado | Resultado | Ref.   |
| --------------------------- | ---- | ------------------------------- | ---------------- | --------- | ------ |
| Medallas del CEC            | 2022 | Mejor actriz revelación         | El buen patrón   | Ganadora  | [ 11 ] |
| Premios Feroz               | 2022 | Mejor actriz de reparto en cine | El buen patrón   | Nominada  | [ 12 ] |
| Premios Goya                | 2022 | Mejor actriz revelación         | El buen patrón   | Nominada  | [ 13 ] |
| Unión de Actores y Actrices | 2022 | Mejor actriz revelación         | El buen patrón   | Ganadora  | [ 14 ] |